# Centro Espacial Teófilo Tabanera
El Centro Espacial Teófilo Tabanera es un complejo de investigación de la CONAE dedicado al estudio de diversas ramas de la aeronáutica, tecnología y la astronomía en la República Argentina.
Se ubica 30 km al sudoeste de la ciudad de Córdoba. En el mismo complejo se encuentran:
- La Estación Terrena Córdoba: dedicada al comando y control de los satélites SAC C y SAC D y la recepción, catalogación y almacenamiento de sus datos.
- El Centro de Control de Misión: que es responsable de la operación y funcionamiento de los satélites, y elaboración de comandos de las misiones satelitales.
- La Facilidad de Integración y Ensayos, donde se realiza la integración de los satélites propios y los ensayos ambientales y de calificación.
- El Instituto de Altos Estudios Mario Gulich: cuyo propósito es la generación de conocimientos de avanzada y desarrollo de aplicaciones innovativas de la información espacial y de formación de recursos humanos de excelencia.
- La UFS-Unidad de Formación Superior: Se brindan estudios terciarios relacionados al uso y aplicación de tecnología espacial.[2]

Inicialmente fue un sitio de desarrollo del Programa Cóndor de la Fuerza Aérea Argentina. Se construyó a partir de 1979 en la localidad de Falda del Cañete; el nombre «Falda del Carmen» se puso para despistar a los servicios de inteligencia extranjeros.